# Liboměřice
Liboměřice (deutsch Libomierschitz) ist eine Gemeinde in Tschechien. Sie liegt sechs Kilometer nordwestlich von Nasavrky und gehört zum Okres Chrudim.

## Geographie

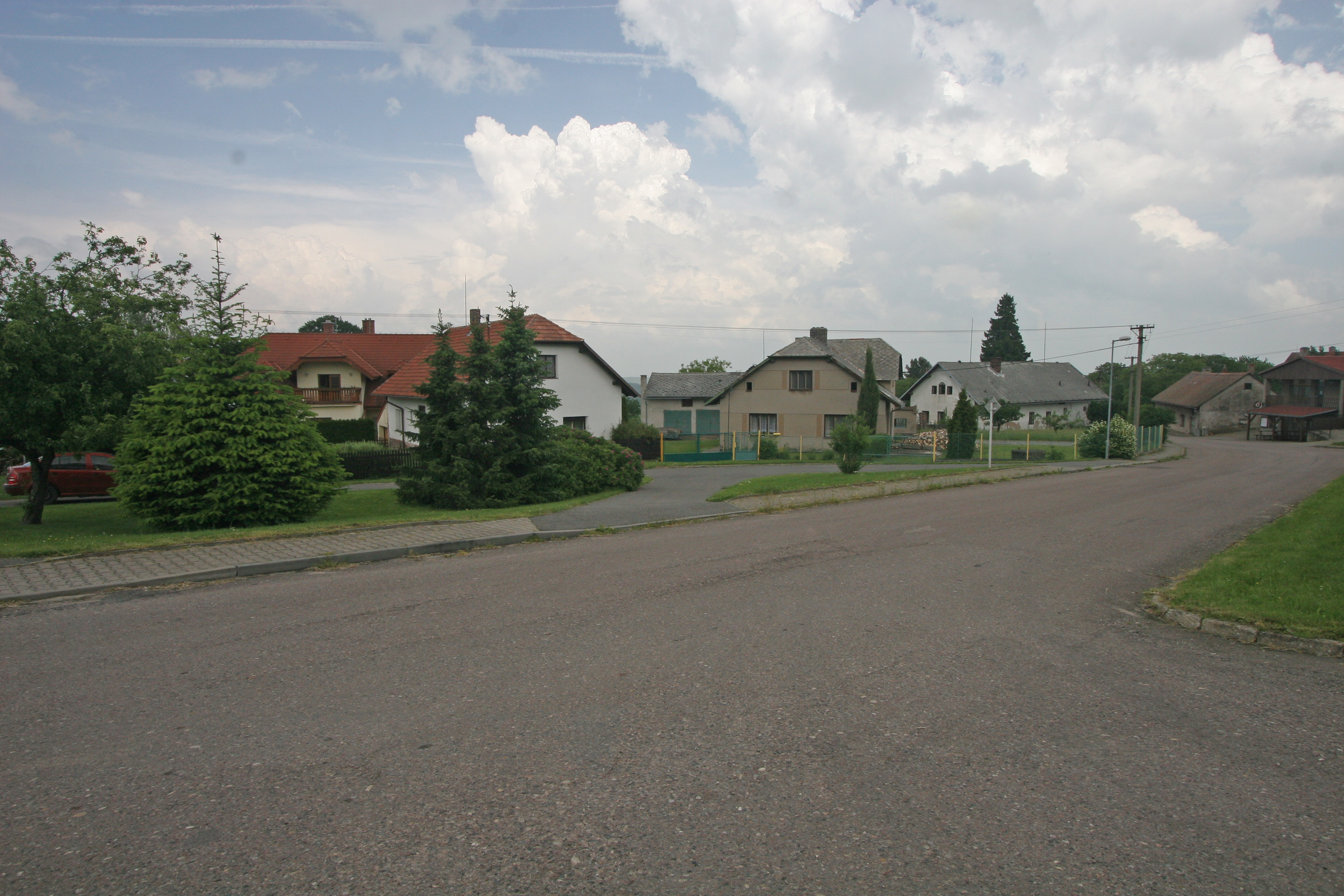
Dorfplatz von Liboměřice

Liboměřice befindet sich im Eisengebirge (Železné hory) auf einer Anhöhe zwischen den Tälern des Okrouhlický potok und Licibořický potok. Nördlich erhebt sich die Na Chocholce (452 m n.m.).
Nachbarorte sind Pohled, Mýtka, Deblov und Pohořalka im Norden, Smrkový Týnec und Týnecká Hájovna im Nordosten, Licibořice und Mešiny im Osten, Slavice und Křižanovice im Südosten, Mezisvětí 1. díl, Mezisvětí 2. díl, Požáry und Samařov im Süden, Nové Lhotice, Dolanka und Holín im Südwesten, Hrbokov und Rtenín im Westen sowie Petříkovice und Mladoňovice im Nordwesten.

## Geschichte
Im Jahre 1329 überließ das Benediktinerkloster Wilmzell den Bojanover Sprengel an Heinrich von Lichtenburg. Das Platzdorf Liboměřice wurde nach 1329 im Zuge der Fortsetzung der durch das Kloster begonnenen Binnenkolonisation des Eisengebirges durch die Besitzer der Lichtenburg gegründet. 1547 wurde Liboměřice unter den Besitzungen der Burg Oheb erwähnt. Im Jahre 1564 teilten die Söhne des Sigismund Robenhaupt von Sucha, Wenzel und Albrecht, die Oheber Güter unter sich auf; Liboměřice wurde dabei nach Seč untertänig. Wenzel Robenhaupt von Sucha verkaufte die Herrschaft Seč 1583 an die Brüder Georg und Albrecht Brucknar von Bruckstein. Nachfolgender Grundherr war ab 1597 Karl Záruba von Hustířan. Im Jahre 1628 verkaufte Johann Záruba von Hustířan die Herrschaft Seč mit Bojanov an den kaiserlichen Oberstleutnant Franz de Cuvier, der sie an seine Herrschaft Nassaberg anschloss. Im Verzeichnis der Untertanen nach der Religionszugehörigkeit (Soupis poddaných podle víry) von 1651 sind für Liboměřice 28 durchweg nichtkatholische Einwohner aufgeführt. Die evangelischen Gottesdienste wurden bis 1781 heimlich in der Scheune des Bauern Medunů abgehalten. Nach dem Josephinischen Toleranzpatent bildete sich 1783 eine evangelische Kirchgemeinde in Liboměřice.
Im Jahre 1835 bestand das im Chrudimer Kreis gelegene Dorf Liboměřitz aus 23 Häusern, in denen 168 Personen, darunter 6 protestantische Familien, lebten. Katholischer Pfarrort war Litzibořitz. Nach dem Bau der evangelischen Toleranzkirche in Hradischt gehörten die Protestanten ab 1847 zum Pastorat Hradischt. Bis zur Mitte des 19. Jahrhunderts blieb Liboměřitz der Herrschaft Nassaberg untertänig.
Nach der Aufhebung der Patrimonialherrschaften bildete Liboměřice ab 1849 einen Ortsteil der Gemeinde Licibořice im Gerichtsbezirk Nassaberg. Zwischen Liboměřice und Křižanovice wurde 1864 ein evangelischer Friedhof angelegt, der jedoch bereits 1871 wieder aufgehoben wurde, nachdem die Ummauerung aller Friedhöfe verfügt worden war. Der neue evangelische Friedhof entstand in Hradiště. Ab 1868 gehörte das Dorf zum politischen Bezirk Chrudim. 1869 hatte Liboměřice 154 Einwohner. Die Freiwillige Feuerwehr wurde 1900 gegründet. Im Jahre 1900 lebten in dem Dorf 142 Personen, 1910 waren es 133. 
1910 wurde die Aufteilung der Gemeinde Licibořice in die vier Gemeinden Licibořice, Deblov, Křižanovice und Liboměřice genehmigt; zur neuen Gemeinde Liboměřice gehörte der Ortsteil Pohořalka. 1927 zerstörte ein Großfeuer vier Gehöfte in Liboměřice. 1964 wurden Licibořice,  Křižanovice, Mezisvětí 1. díl, Nové Lhotice, Samařov, Šiškovice 1. díl und Slavice eingemeindet. Am 31. August 1990 lösten sich Křižanovice, Licibořice, Mezisvětí 1. díl, Šiškovice und Slavice los.

## Gemeindegliederung
Die Gemeinde Liboměřice besteht aus den Ortsteilen Liboměřice (Libomierschitz), Nové Lhotice (Deutsch Lhotitz), Pohořalka (Pohorschalka) und Samařov (Samerschau). Grundsiedlungseinheiten sind Liboměřice, Nové Lhotice und Samařov.
Das Gemeindegebiet gliedert sich in die Katastralbezirke Liboměřice und Nové Lhotice.

## Sehenswürdigkeiten

Glockenturm in Liboměřice

- Glockenturm in Liboměřice